# Música de Stranger Things
La banda sonora de Stranger Things está compuesta por Michael Stein y Kyle Dixon, de la banda electrónica Survive. Hacen un gran uso de sintetizadores en homenaje a los artistas y compositores de la década de 1980 incluyendo artistas como Jean-Michel Jarre, Tangerine Dream, Philip glass, Goblin, John Carpenter, Giorgio Moroder y Fabio Frizzi.

## Temas

### Temporada 1
La banda sonora original de la primera temporada de Stranger Things constaba de 75 canciones de Dixon y Stein, dividida en 2 volúmenes, salió bajo el sello Lakeshore Records. Se publicaron en retransmisión y formato digital los días 10 y 19 de agosto en 2 volúmenes, respectivamente, y los formatos físicos estuvieron disponibles los días 16 y 23 de septiembre de 2016. También salieron a la venta ediciones limitadas en vinilo, en conjunto y por separado, en julio de 2017. Urban Outfitters vendió una versión exclusiva en cinta de casete el 14 de julio de 2017. La carcasa tenía una cartulina cobertora, al puro estilo VHS de época.
Ambos volúmenes estuvieron nominados individualmente para el Grammy al mejor álbum de banda sonora para medio visual en los Grammy de 2017, pero no ganaron.

#### Canciones
| Stranger Things, Vol. 1 |                                   |          |  |
| N.º                     | Título                            | Duración |  |
| 1.                      | «Stranger Things»                 | 1:07     |  |
| 2.                      | «Kids»                            | 2:38     |  |
| 3.                      | «Nancy and Barb»                  | 1:05     |  |
| 4.                      | «This Isn't You»                  | 2:23     |  |
| 5.                      | «Lay-Z-Boy»                       | 1:34     |  |
| 6.                      | «Friendship»                      | 1:12     |  |
| 7.                      | «Eleven»                          | 3:14     |  |
| 8.                      | «A Kiss»                          | 1:25     |  |
| 9.                      | «Castle Byers»                    | 2:47     |  |
| 10.                     | «Hawkins»                         | 5:00     |  |
| 11.                     | «The Upside Down»                 | 5:07     |  |
| 12.                     | «After Sarah»                     | 1:25     |  |
| 13.                     | «One Blink for Yes»               | 1:46     |  |
| 14.                     | «Photos in the Woods»             | 4:32     |  |
| 15.                     | «Fresh Blood»                     | 1:16     |  |
| 16.                     | «Lamps»                           | 1:15     |  |
| 17.                     | «Hallucinations»                  | 1:36     |  |
| 18.                     | «Hanging Lights»                  | 1:33     |  |
| 19.                     | «Biking to School»                | 0:44     |  |
| 20.                     | «Are You Sure?»                   | 2:26     |  |
| 21.                     | «Agents»                          | 0:50     |  |
| 22.                     | «Papa»                            | 1:27     |  |
| 23.                     | «Cops Are Good at Finding»        | 1:08     |  |
| 24.                     | «No Weapons»                      | 3:24     |  |
| 25.                     | «Walking Through the Upside Down» | 1:19     |  |
| 26.                     | «She'll Kill You»                 | 2:05     |  |
| 27.                     | «Run Away»                        | 1:47     |  |
| 28.                     | «No Autopsy»                      | 1:03     |  |
| 29.                     | «Dispatch»                        | 0:41     |  |
| 30.                     | «Joyce and Lonnie Fighting»       | 1:02     |  |
| 31.                     | «Lights Out»                      | 1:04     |  |
| 32.                     | «Hazmat Suits»                    | 1:43     |  |
| 33.                     | «Theoretically»                   | 1:33     |  |
| 34.                     | «You Can Talk to Me»              | 0:53     |  |
| 35.                     | «What Else Is There to Do?»       | 1:59     |  |
| 36.                     | «Hawkins Lab»                     | 2:37     |  |

| Stranger Things, Vol. 2 |                                       |          |  |
| N.º                     | Título                                | Duración |  |
| 1.                      | «Hopper Sneaks In»                    | 1:38     |  |
| 2.                      | «I Know What I Saw»                   | 2:43     |  |
| 3.                      | «Rolling out the Pool»                | 1:12     |  |
| 4.                      | «Over»                                | 1:38     |  |
| 5.                      | «Gearing Up»                          | 1:57     |  |
| 6.                      | «Flickering»                          | 0:46     |  |
| 7.                      | «First Kiss»                          | 1:46     |  |
| 8.                      | «Crying»                              | 1:16     |  |
| 9.                      | «Walking Down the Tracks»             | 0:54     |  |
| 10.                     | «Where's Barb?»                       | 1:57     |  |
| 11.                     | «Speak of the Devil»                  | 2:49     |  |
| 12.                     | «Danger Danger»                       | 2:57     |  |
| 13.                     | «Tribulations»                        | 1:13     |  |
| 14.                     | «Flashback»                           | 1:37     |  |
| 15.                     | «Kids Two»                            | 2:56     |  |
| 16.                     | «Talking to Australia»                | 1:00     |  |
| 17.                     | «Night of the Seventh»                | 1:35     |  |
| 18.                     | «See Any Rain?»                       | 0:41     |  |
| 19.                     | «Coffee & Contemplation»              | 1:12     |  |
| 20.                     | «Inside the Black Room»               | 1:27     |  |
| 21.                     | «Starts to Rain»                      | 1:33     |  |
| 22.                     | «Eleven Is Gone»                      | 1:54     |  |
| 23.                     | «Time for a 187»                      | 0:57     |  |
| 24.                     | «Something in the House»              | 2:08     |  |
| 25.                     | «Still Pretty»                        | 1:50     |  |
| 26.                     | «Abilities»                           | 1:32     |  |
| 27.                     | «Tendril»                             | 0:26     |  |
| 28.                     | «They Found Us»                       | 3:00     |  |
| 29.                     | «Bad Men»                             | 1:06     |  |
| 30.                     | «Spiked Bat»                          | 1:17     |  |
| 31.                     | «Making Contact»                      | 2:01     |  |
| 32.                     | «What Do You Know?»                   | 1:54     |  |
| 33.                     | «It's Not My Boy»                     | 2:07     |  |
| 34.                     | «Something in the Wall»               | 1:35     |  |
| 35.                     | «Let's Go»                            | 0:38     |  |
| 36.                     | «Leap of Faith»                       | 3:30     |  |
| 37.                     | «In Pursuit»                          | 2:17     |  |
| 38.                     | «Breaking and Entering»               | 4:52     |  |
| 39.                     | «Stranger Things» (versión extendida) | 5:25     |  |

### Temporada 2
El álbum de banda sonora de la segunda temporada de Stranger Things, llamada Stranger Things 2, salió en formato digital el 20 de octubre de 2017, por Lakeshore e Invada Records. La banda sonora fue compuesta por Kyle Dixon y Michael Stein, de la banda electrónica Survive. También salió en formato físico, como CD, vinilo y casete. Durante la composición de la banda sonora, Dixon y Stein dijeron que con esta nueva temporada venían "nuevos estilos a la vez que se recuperaban antiguos temas cuando fuera apropiado... Hemos creado nuevos elementos necesarios para la historia, pero queremos mantener el alma de la primera temporada". La primera canción, "Walkin' in Hawkins", vio la luz el 12 de octubre.

#### Canciones
| Stranger Things 2 – Standard version |                            |          |  |
| N.º                                  | Título                     | Duración |  |
| 1.                                   | «Walkin' in Hawkins»       | 2:36     |  |
| 2.                                   | «Home»                     | 1:50     |  |
| 3.                                   | «Eulogy»                   | 3:40     |  |
| 4.                                   | «On the Bus»               | 2:04     |  |
| 5.                                   | «Presumptuous»             | 1:34     |  |
| 6.                                   | «Eight Fifteen»            | 1:25     |  |
| 7.                                   | «The First Lie»            | 1:14     |  |
| 8.                                   | «Scars»                    | 1:43     |  |
| 9.                                   | «I Can Save Them»          | 1:54     |  |
| 10.                                  | «Descent into the Rift»    | 1:26     |  |
| 11.                                  | «Chicago»                  | 2:54     |  |
| 12.                                  | «Looking for a Way Out»    | 1:37     |  |
| 13.                                  | «Birth / Rescue»           | 3:21     |  |
| 14.                                  | «In the Woods»             | 0:54     |  |
| 15.                                  | «Digging»                  | 1:06     |  |
| 16.                                  | «Symptoms»                 | 3:39     |  |
| 17.                                  | «Eggo in the Snow»         | 1:01     |  |
| 18.                                  | «Soldiers»                 | 2:10     |  |
| 19.                                  | «Choises»                  | 2:01     |  |
| 20.                                  | «Never Tell»               | 1:53     |  |
| 21.                                  | «She Wants Me to Find Her» | 2:27     |  |
| 22.                                  | «Shouldn't Have Lied»      | 2:56     |  |
| 23.                                  | «It's a Trap»              | 2:57     |  |
| 24.                                  | «Crib»                     | 2:27     |  |
| 25.                                  | «The Return»               | 3:21     |  |
| 26.                                  | «Escape»                   | 1:42     |  |
| 27.                                  | «We Go Out Tonight»        | 2:15     |  |
| 28.                                  | «Connect the Dots»         | 1:20     |  |
| 29.                                  | «The Hub»                  | 3:55     |  |
| 30.                                  | «On Edge»                  | 1:17     |  |
| 31.                                  | «What Else Did You See?»   | 1:23     |  |
| 32.                                  | «Run»                      | 1:20     |  |
| 33.                                  | «Levitation»               | 2:08     |  |
| 34.                                  | «To Be Continued»          | 2:08     |  |

| Stranger Things 2 – iTunes version (bonus tracks) |                            |          |  |
| N.º                                               | Título                     | Duración |  |
| 1.                                                | «Turn on the Lights»       | 1:44     |  |
| 2.                                                | «Sick of Cow»              | 4:03     |  |
| 3.                                                | «Power Maintenance»        | 1:31     |  |
| 4.                                                | «Roars from the Lab»       | 2:33     |  |
| 5.                                                | «Mercy»                    | 4:04     |  |
| 6.                                                | «Shadow in the Tunnel»     | 4:20     |  |
| 7.                                                | «A Familiar Shape»         | 6:50     |  |
| 8.                                                | «Tree Slime»               | 1:10     |  |
| 9.                                                | «Do You Accept the Risk?»  | 0:26     |  |
| 10.                                               | «Entering the Cellar»      | 2:05     |  |
| 11.                                               | «The Spy»                  | 4:49     |  |
| 12.                                               | «Controlled Contamination» | 1:45     |  |
| 13.                                               | «Turn Right & Run»         | 7:12     |  |
| 14.                                               | «They Hurt Me»             | 5:03     |  |
| 15.                                               | «Possessed»                | 3:11     |  |

## Otras canciones
Además de la música original, Stranger Things cuenta con otras canciones de artistas famosos como The Clash, Joy Division, Toto, New Order, The Bangles, Foreigner, Echo & the Bunnymen, Peter Gabriel, Moby y Corey Hart, así como extractos de Tangerine Dream, John Carpenter y Vangelis. En particular, "Should I stay or should I go" de The Clash fue elegida para momentos clave de la historia, como cuándo Will está intentando comunicar con Joyce desde el mundo al revés.

### Stranger Things: Music from the Netflix Original Series
Stranger Things: Music from the Netflix Original Series es la banda sonora de música que ya existía para ambientar la época. El álbum, que cuenta con éxitos de los ochenta, se publicó el 27 de octubre de 2017 bajo el sello de Legacy Recordings, junto con la segunda temporada. El álbum fue nominado a la mejor recopilación de banda sonora en los premios Grammy n.º, pero perdió frente al álbum de la película El gran showman.

#### Canciones
| N.º | Título                                                      | Cantante(s)                       | Duración |  |
| 1.  | «Introduction: Will Singing The Clash» (diálogo)            | Noah Schnapp                      | 0:27     |  |
| 2.  | «Every Breath You Take»                                     | The Police                        | 4:11     |  |
| 3.  | «Should I Stay or Should I Go»                              | The Clash                         | 3:06     |  |
| 4.  | «Coffee and contemplation» (diálogo)                        | David Harbour                     | 0:09     |  |
| 5.  | «Hazy Shade of Winter»                                      | The Bangles                       | 2:45     |  |
| 6.  | «Nocturnal Me»                                              | Echo and the Bunnymen             | 4:55     |  |
| 7.  | «Bring him home!» (diálogo)                                 | Winona Ryder                      | 0:07     |  |
| 8.  | «Sunglasses at Night»                                       | Corey Hart                        | 3:53     |  |
| 9.  | «Girls on Film»                                             | Duran Duran                       | 3:28     |  |
| 10. | «Just because people tell you...» (diálogo)                 | Charlie Heaton                    | 0:04     |  |
| 11. | «Atmosphere»                                                | Joy Division                      | 4:07     |  |
| 12. | «Maybe I'm crazy...» (diálogo)                              | Winona Ryder                      | 0:11     |  |
| 13. | «Twist of Fate»                                             | Olivia Newton-John                | 3:42     |  |
| 14. | «Says logic» (diálogo)                                      | Finn Wolfhard, Gaten Matarazzo    | 0:06     |  |
| 15. | «The Ghost in You»                                          | The Psychedelic Furs              | 4:15     |  |
| 16. | «África»                                                    | Toto                              | 4:56     |  |
| 17. | «You Don't Mess Around with Jim»                            | Jim Croce                         | 2:59     |  |
| 18. | «Accident or not» (diálogo)                                 | Gaten Matarazzo, Caleb McLaughlin | 0:13     |  |
| 19. | «Whip It»                                                   | Devo                              | 2:38     |  |
| 20. | «Runaway»                                                   | Bon Jovi                          | 3:50     |  |
| 21. | «Time After Time»                                           | Cyndi Lauper                      | 3:57     |  |
| 22. | «Talking in Your Sleep»                                     | The Romantics                     | 3:55     |  |
| 23. | «Mouthbreather» (diálogo)                                   | Finn Wolfhard, Millie Bobby Brown | 0:22     |  |
| 24. | «Back to Nature»                                            | Fad Gadget                        | 5:48     |  |
| 25. | «She's our friend and she's crazy!» (diálogo)               | Gaten Matarazzo                   | 0:04     |  |
| 26. | «Rock You Like a Hurricane»                                 | Scorpions                         | 4:14     |  |
| 27. | «Heroes» (versión de David Bowie)                           | Peter Gabriel                     | 4:03     |  |
| 28. | «Friends don't lie» (diálogo)                               | Millie Bobby Brown                | 0:04     |  |
| 29. | «Elegia»                                                    | New Order                         | 4:55     |  |
| 30. | «Outro: Will Singing The Clash» (diálogo)                   | Noah Schnapp                      | 0:15     |  |
| 31. | «When It's Cold I'd Like To Die» (Escena Final Temporada 1) | Moby                              | 4:14     |  |

### Stranger Things: Halloween Sounds from the Upside Down
También se lanzó Stranger Things: Halloween Sounds from the Upside Down, un álbum adicional con temas que no habías salido todavía, pertenecientes a la segunda temporada. Salió en formato digital el 5 de octubre de 2018, por Lakeshore e Invada Records. La música del álbum fue producida los compositores de la serie, Kyle Dixon y Michael Stein, de la banda electrónica Survive y anteriormente solo estaba disponible como temas adicionales de la edición de iTunes de Stranger Things 2. El álbum también salió en formato físico CD y vinilo, con ediciones limitadas exclusivas para el Record Store Day's y el evento anual del viernes negro.

#### Canciones
| N.º | Título                     | Duración |  |
| 1.  | «Turn on the Lights»       | 1:44     |  |
| 2.  | «Sick of Cow»              | 4:03     |  |
| 3.  | «Power Maintenance»        | 1:31     |  |
| 4.  | «Roars from the Lab»       | 2:33     |  |
| 5.  | «Mercy»                    | 4:04     |  |
| 6.  | «Shadow in the Tunnel»     | 4:20     |  |
| 7.  | «A Familiar Shape»         | 6:50     |  |
| 8.  | «Tree Slime»               | 1:10     |  |
| 9.  | «Do You Accept the Risk?»  | 0:26     |  |
| 10. | «Entering the Cellar»      | 2:05     |  |
| 11. | «The Spy»                  | 4:49     |  |
| 12. | «Controlled Contamination» | 1:45     |  |
| 13. | «Turn Right & Run»         | 7:12     |  |
| 14. | «They Hurt Me»             | 5:03     |  |
| 15. | «Possessed»                | 3:11     |  |